# Landscape Arch

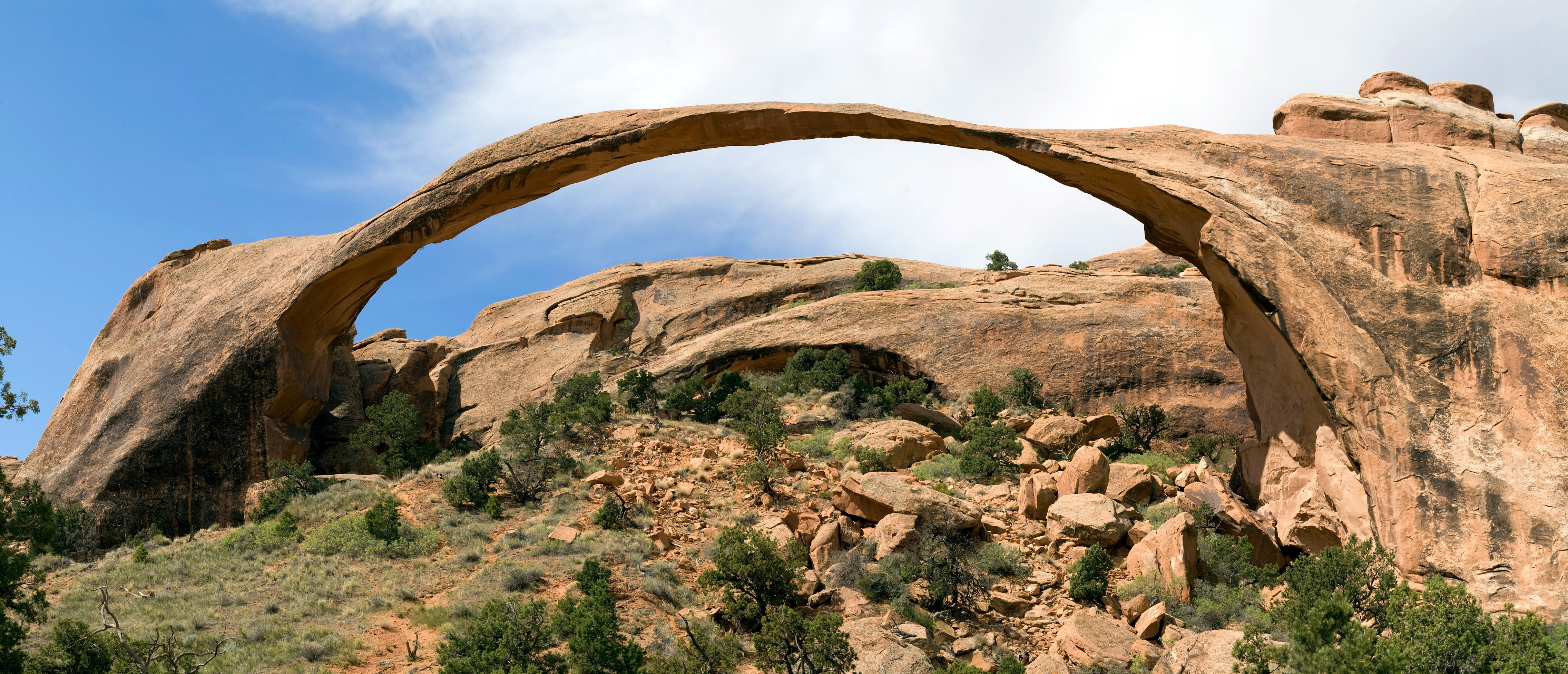
Il Landscape Arch.

Il Landscape Arch è il più lungo tra diversi archi naturali di roccia che è possibile ammirare nell'Arches National Park, parco situato nello Utah, negli USA.

## Geografia
L'arco si trova in un'area conosciuta come il Giardino del Diavolo (Devil's Garden), situata a nord nel parco. Il nome gli è stato dato da Frank Beckwith, a capo della spedizione scientifica sui monumenti nazionali degli archi naturali, che esplorò l'area nell'inverno tra il 1933 e il 1934. Il monumento naturale può essere raggiunto dopo una breve escursione di circa 2,4 km lungo un sentiero battuto.

## Dimensioni
La Natural Arch and Bridge Society considera il Landscape Arch il più lungo arco naturale del mondo, avendone misurato la campata nel 2004 pari a 88,4 metri, di poco più lungo di una misurazione effettuata nel 2006 al Kolob Arch del Parco nazionale di Zion. Dal 1991, tre grandi porzioni di roccia lunghe 21, 14 e 9,1 metri si sono staccate dalla sezione più sottile dell'arco (soltanto 3,35 metri di spessore), costringendo il parco a misure di sicurezza, chiudendo il sentiero che una volta passava sotto l'arco.